# Yōsuke Komuta
Yōsuke Komuta (japanisch 小牟田 洋佑 Komuta Yōsuke; * 18. Juli 1992 in der Präfektur Tochigi) ist ein japanischer Fußballspieler.

## Karriere
Komuta erlernte das Fußballspielen in der Schulmannschaft der Maebashi Ikuei High School und der Universitätsmannschaft der Komazawa-Universität. Seinen ersten Vertrag unterschrieb er 2015 bei Thespakusatsu Gunma. Der Verein spielte in der zweithöchsten Liga des Landes, der J2 League. Für den Verein absolvierte er 36 Ligaspiele. Im Juli 2017 wurde er an den Drittligisten Fukushima United FC ausgeliehen. Für den Verein absolvierte er 12 Ligaspiele. 2018 kehrte er zum Drittligisten Thespakusatsu Gunma zurück. Für den Verein absolvierte er sechs Ligaspiele. 2019 wechselte er zum Ligakonkurrenten Fukushima United FC. Für den Verein absolvierte er 31 Ligaspiele. Im März 2020 wurde er vom aries FC Tokyo unter Vertrag genommen.